# Inigo Abad y Lasierra
Frei Inigo Abad y Lasierra (Espanha, 1730 — 1789) foi um
historiador e naturalista espanhol.
Em 1772 foi enviado em missão religiosa a Porto Rico, mas dedicou-se a estudar a geografia, a história, a cultura e a natureza daquelas terras.
Por desavenças pessoais, o governador da ilha, dom José Dufresne, deportou o frade, mas o rei Carlos III de Espanha, desaprovando esse ato, e deu-lhe a missão de escrever a história de Porto Rico.
Em 25 de agosto de 1782, ele entregou nas mãos do ministro a Historia Geografica, Civil y Natural, de San Juan Bautista de Puerto Rico, que seria publicada em Madri em 1788, por dom Antonio Valladares de Sotomayor.